# Hämoglobinopathie
Hämoglobinopathien sind Erkrankungen, die durch Störungen des Hämoglobins, also des roten Blutfarbstoffs in den roten Blutkörperchen, verursacht sind. Die Hämoglobinopathien sind in der Regel vererbt und können je nach Gendefekt unterschiedlich schwere Krankheitsbilder verursachen.

## Epidemiologie
Die Weltgesundheitsorganisation (WHO) schätzt, dass etwa 7 % der gesamten Weltbevölkerung Träger einer Genmutation sind, die sich klinisch in Form einer Hämoglobinopathie äußert. Die Hämoglobinopathien sind damit weltweit gesehen die häufigsten Erbkrankheiten überhaupt. Nach WHO-Schätzungen werden jährlich etwa 300.000 bis 500.000 Kinder mit einer schweren angeborenen Form der Hämoglobinopathie geboren.

## Hämoglobine mit abweichender Aminosäuren-Sequenz
Hierbei sind Änderungen der folgenden Arten möglich: Bildung von Methämoglobin, erhöhte Sauerstoff-Affinität, verringerte Sauerstoff-Affinität, Instabilität, Aggregation (aufgrund verringerter Löslichkeit) oder klinisch unbedeutende Änderungen.

### Sichelzellenanämie
Aufgrund eines Aminosäurenaustauschs innerhalb der Proteinkomponente kann es zur schwerwiegendsten und häufigsten Hämoglobinopathie kommen: der Sichelzellenanämie. DesoxyHb kann nun an Orten, an denen es häufiger vorkommt (venöser oder peripherer Bereich), aggregieren und auf diese Weise Erythrozyten zerstörende Faserstrukturen bilden. Es treten nun multiple kleine durch Mikrothromben verursachte Organinfarkte sowie eine hämolytische Anämie auf, die Symptome wie Atemnot, Herzklopfen, Niereninsuffizienz, Gelenkschmerzen, Ikterus oder viele weitere verursachen. Die Aminosäure-Mutation ist eine Ersetzung von Glutaminsäure durch Valin an Position sechs der β-Untereinheit des Hämoglobins, wodurch die Sauerstoffbindung jedoch nicht gestört wird.
Betroffen sind vor allem Schwarzafrikaner, denen die Sichelzellenanämie evolutionsgeschichtlich einen Selektionsvorteil verschafft, da sie dem Träger gegenüber Malaria höhere Resistenz verleiht. Die Krankheit betrifft nur homozygote Träger.

## Störung der Hämoglobin-Polypeptidkettenbildung
Hierbei geht es vor allem um die Thalassämie und hier wiederum vor allem um β-Thalassämie. Erythropoesezellen sterben vorzeitig ab und periphere Erythrozyten haben geringere Lebensdauer. Homozygote Träger erreichen oft nicht das Erwachsenenalter, heterozygote bleiben dafür oftmals symptomlos.